# رابرت ریسکین
رابرت ریسکین (انگلیسی: Robert Riskin؛ زاده ۳۰ مارس ۱۸۹۷ درگذشته ۲۰ سپتامبر ۱۹۵۵) فیلم‌نامه‌نویس اهل ایالات متحده آمریکا بود.
وی همچنین برنده جوایزی همچون جایزه اسکار بهترین فیلم‌نامه اقتباسی، برای فیلم در یک شب اتفاق افتاد شده است.

## گزیده فیلمشناسی
- زن معجزه‌گر (۱۹۳۱)
- جنون آمریکایی (۱۹۳۳)
- در یک شب اتفاق افتاد (۱۹۳۴)
- آقای دیدز به شهر می‌رود (۱۹۳۶)
- افق گمشده (۱۹۳۷)
- نمی‌توانی این را با خودت ببری (۱۹۳۸)
- ملاقات با جان دو (۱۹۴۱)
- برج مراقبت از فردا (۱۹۴۵)؛ (تهیه کننده)
- لاغرخان میره خونه (۱۹۴۵)
- داماد وارد می‌شود (۱۹۵۱)
- معجزه سیب (۱۹۶۱)

## زندگی شخصی و مرگ
ریسکین در سال 1942 با بازیگر فی رای ازدواج کرد.  آنها سه فرزند داشتند: سوزان (متولد 1936)، رابرت (متولد 1943)، و ویکتوریا (متولد 1945). (سوزان فرزند اولین ازدواج وی بود و در سال 1942 توسط ریسکین به فرزندی پذیرفته شد.) آنها تا زمان مرگ او در 20 سپتامبر 1955 ازدواج کردند.  جورج جسل مداحی را در مراسم تشییع جنازه ریسکین خواند . مراسم تدفین در گورستان پارک اینگلوود، اینگلوود، کالیفرنیا بود .